# جيمس غورلي
جيمس غورلي (بالإنجليزية: James Gurley)‏ هو عازف قيثارة أمريكي، ولد في 22 ديسمبر 1939، وتوفي في 20 ديسمبر 2009 بسبب نوبة قلبية.

## وصلات خارجية
- جيمس غورلي على موقع IMDb (الإنجليزية)
- جيمس غورلي على موقع ميوزك برينز (الإنجليزية)
- جيمس غورلي على موقع ديسكوغز (الإنجليزية)
- جيمس غورلي على موقع قاعدة بيانات الفيلم (الإنجليزية)